# قرار مجلس الأمن التابع للأمم المتحدة رقم 1504
قرار مجلس الأمن التابع للأمم المتحدة رقم 1504، الذي تم تبنيه بالإجماع في 4 سبتمبر 2003، بعد التذكير بالقرار 1503 (2003)، عين المجلس كارلا ديل بونتي مدعية عامة في المحكمة الجنائية الدولية ليوغوسلافيا السابقة (ICTY).
ورحب مجلس الأمن بعزم الأمين العام كوفي عنان على ترشيح كارلا ديل بونتي، ووافق بعد ذلك على تعيينها لمدة أربع سنوات تبدأ في 15 سبتمبر 2003.

## روابط خارجية
- نص القرار في undocs.org